# Staufen (Hegau)
Der Staufen ist ein 594 m ü. NHN hoher Berg vulkanischen Ursprungs im Hegau im Süden von Baden-Württemberg. Er erhebt sich am nordöstlichen Ortsrand von Hilzingen.

## Geschichte
Auf dem Berg befindet sich die 1272 erstmals urkundlich erwähnte Burg Staufen.
Der Bergkegel samt Burganlage war ab etwa 1269 bis zum 15. Jahrhundert im Lehensbesitz der Herren von Homburg, teils Lehen der Grafen von Hohenberg, bis diese 1381 von den Herzögen von Österreich übernommen wurde.